# Referendum gminne w sprawie odwołania Prezydenta Miasta Olsztyn przed upływem kadencji w 2008 roku
Referendum gminne w sprawie odwołania Prezydenta Olsztyna Czesława Małkowskiego przed upływem kadencji – odbyło się 16 listopada 2008 roku.
Referendum zostało zwołane w wyniku uchwały Rady Miasta Olsztyn z dnia 26 sierpnia 2008. Było efektem tzw. seksafery w olsztyńskim magistracie, w którą zamieszany był Czesław Małkowski, prezydent Olsztyna.
W referendum postawiono pytanie: „Czy Pan (i) jest za odwołaniem Prezydenta Miasta Olsztyn?”.

## Wyniki
Według oficjalnych danych PKW w referendum wzięło udział 43 658 olsztynian spośród 134 756 uprawnionych do głosowania. Frekwencja osiągnęła więc 32,38%. Referendum zostało uznane za ważne, gdyż do urn musiało pójść co najmniej 35 391 uprawnionych do głosowania mieszkańców Olsztyna.
Twierdząco na pytanie zadane w referendum odpowiedziało 23 343 głosujących, przeciwnie 18 348 osób. Oddano też 467 nieważnych głosów.
W związku z tym, iż większość odpowiedzi była twierdząca, Czesław Małkowski stracił fotel prezydenta miasta.

## Skutki
Zgodnie z ordynacją wyborczą po odwołaniu prezydenta miasta, Prezes Rady Ministrów został zobowiązany do powołania w mieście komisarza, pełniącego obowiązki prezydenta miasta do czasu wyboru nowego prezydenta. 21 listopada 2008 premier Donald Tusk wyznaczył na to stanowisko Tomasza Głażewskiego, dotychczasowego zastępcę prezydenta Czesława Małkowskiego.
Zgodnie z rozporządzeniem Prezesa Rady Ministrów z dnia 19 grudnia 2008 przedterminowe wybory prezydenta Olsztyna odbyły się 15 lutego 2009 roku. W związku z tym, iż żaden z kandydatów nie uzyskał wymaganej do zwycięstwa liczby głosów tj. liczby stanowiącej ponad połowę głosów ważnych (17.995 głosów), do wyboru w ponownym głosowaniu dopuszczeni zostali dwaj kandydaci, którzy uzyskali największą liczbę głosów. Ponowne głosowanie odbyło się 1 marca 2009. Zwyciężył w nim Piotr Grzymowicz, kandydat KW PSL.